# 1G
1G — перше покоління  бездротових телефонних технологій і мобільних телекомунікацій. Це  аналогові телекомунікаційні стандарти, які були введені в 1980-х, а на початку 90-х були витіснені більш досконалою цифровою технологією 2G. Основною відмінністю між системами 1G і 2G є те, що мережі 1G використовують аналогову модуляцію радіосигналів, в той час як мережі 2G є цифровими, що дозволяло, серед іншого, шифрувати розмови і посилати СМС.

## Стандарти 1-G
Першим стандартом 1-G став  NMT (Nordic Mobile Telephone), який використовувся в країнах Північної Європи, Швейцарії, Нідерландах, Східній Європі і Росії. Інші стандарти включають в себе AMPS (Advanced Mobile Phone System), які використовуються в Північній Америці і Австралії, TACS (Total Access Communications System) у Великій Британії, C- 450 в Західній Німеччині, Португалії та Південній Африці, Radiocom 2000 у Франції і RtMI в Італії. В Японії було кілька систем. NTT розробила три стандарти (TZ-801, TZ-802 і TZ-803), в той час як конкуруюча система під управлінням DDI використовувала стандарт JTACS (Japan Total Access Communications System).
У 1G-мережах фактична швидкість завантаження становила від 2.9 Кбайт/с до 5.6 Кбайт/с.
Попередником 1G технології є рухомий радіотелефонний зв'язок (або стандарт «нульового покоління»  0G).

## Історія
Перша комерційна автоматизована  мережа (1G покоління) NTT (Nippon Telegraph and Telephone) була запущена в 1979 році в Японії, спочатку в столичному районі Токіо. Протягом п'яти років мережа NTT була розширена і охопила все населення Японії, ставши першою загальнонаціональною мережею 1G.
У 1981 році система була запущена в Данії, Фінляндії, Норвегії та Швеції. NMT стала першою мережею мобільного зв'язку за участю міжнародного роумінг а запущена система Nordic Mobile Telephone (NMT). Перша мережа 1G, запущена в США, була Chicago-based Ameritech, заснована в 1983 році з використанням мобільного телефону Motorola DynaTAC.